# 劉欒 (正德進士)
劉欒（1476年—？），字汝喬，□南中屯千戶所人，山西太原府陽曲縣民籍，明朝政治人物。

## 生平
山西鄉試第五名舉人。正德六年（1511年）中式辛未科會試第二百十名，登第三甲第十九名進士。

## 家族
曾祖劉福；祖父劉璡；父劉輔，曾任王府教授。前母甘氏；母金氏。具庆下。